# Joan Capó Coll
Joan Capó Coll (Ciutadella, Menorca, 13 de novembre del 1954) és un exfutbolista menorquí que jugava com a porter de futbol.

## Carrera esportiva
Fou fitxat per l'Atlètic Ciutadella club amb el qual debutà a Tercera Divisió amb 17 anys, i amb tot just 18 fou incorporat pel FC Barcelona l'any 1973. Capó fou el tercer porter de l'equip campió de lliga aquella temporada, per darrere de Salvador Sadurní i Pere Valentí Mora. No arribà a disputar cap partit oficial però si diversos amistosos. La següent temporada compaginà el primer equip amb el Barcelona Atlètic i la 1975-76, el Barça fitxà un nou porter, Pedro Artola i Capó va haver de marxar cedit per poder jugar, primer al Terrassa FC i després tres temporades al CE Sabadell, club amb el qual ascendí de 3a a 2a divisió. El 1979 fitxà pel Celta de Vigo en busca d'oportunitats, però Carlos Alberto Fenoy era el porter titular. Després de quatre temporades va retornar al CE Sabadell, el 1983. Amb el club vallesà ascendí a Segona i posteriorment a Primera, l'últim ascens del Sabadell a aquesta categoria.